# Habroloma liukiuense
Habroloma liukiuense (лат.) — вид златок рода Habroloma из подсемейства Agrilinae.

## Описание
Мелкие жуки-златки (около 3 мм). От близких видов отличается следующими признаками: надкрылья покрыты серовато-золотистыми волосками, без отчетливой V-образной серебристой (у сходного вида Habroloma eximium есть отчётливая V-образной серебристая полоска). Брюшная поверхность тела уплощена; индекс толщины (толщина тела/длина тела) менее 0,36; простернальный отросток как перевернутая трапеция, задний край линейно усечён.
Растение-хозяин. Симплоковые (Symplocaceae): Symplocos okinawensis, S. microcalyx.
Листовая мина. Бледно-коричневая полноразмерная линейно-пятнистая мина на зрелом листе. Яйцо откладывается у середины основания листа, а вылупившаяся личинка проникает в середину листа и вгрызается в черешок, в результате чего лист опадает с ветки, абсцинируя у основания черешка. После опадения листа мина отходит от серединки и медленно расширяется вверх по краю листа или вдоль серединки. Пройдя половину пути, мина резко расширяется и становится пятнистой. Мякоть нитевидная, идет зигзагом в ранней линейной мине и становится зернистой. Опавший лист остается зелёным около двух недель, в течение которых личинка завершает свое развитие.